# Dennis Dugan
Dennis Dugan (Wheaton, Illinois; 5 de septiembre de 1946) es un actor, director de cine y televisión estadounidense, más conocido por su asociación con el actor cómico Adam Sandler, con quien dirigió las películas Happy Gilmore, Un papá genial, Los declaro marido y Larry, No te metas con Zohan, Grown Ups, Just Go With It, Jack y Jill y Grown Ups 2.

## Primeros años
Dugan nació el 5 de septiembre de 1946, en Wheaton, Illinois. Es hijo de Marrion y Charles Dugan. Empezó a actuar en 1972, y ha aparecido en películas como Harry and Walter Go to New York y Norman, Is That You? En 1979, fue elegido como el héroe que viaja en el tiempo en la adaptación de Disney, Un yankie en la corte del Rey Arturo.
Su primera aparición notable fue en un episodio de la serie Columbo, "La despedida del comodoro", en el papel de un joven oficial. Después fue la estrella de la efímera serie Richie Brockelman, Private Eye. Luego hizo apariciones como invitado en The Rockford Files antes de conseguir su propio show. También actuó en la comedia romántica Can't Buy Me Love y las nuevas aventuras de Pipi Calzaslargas, y en Aullidos.
También hizo una carrera como director de películas y series de televisión, y tuvo papeles en varias de sus películas. Las películas que ha dirigido son: Problem Child, Brain Donors, Saving Silverman (en la que interpreta a un árbitro), la comedia National Security, Happy Gilmore y Big Daddy. También ha dirigido episodios de series como Moonlighting, Ally McBeal y NYPD Blue.

### Vida personal
Se ha casado dos veces, primero con la actriz Joyce Van Patten en 1973. Tras divorciarse en 1987, contrajo matrimonio con Sharon O'Connor, con quien actualmente sigue casado.